# Айсд Ърт
„Айсд Ърт“ (Iced Earth, в превод „Замръзнала Земя“) е хевиметъл група, основана в Тампа, щата Флорида, САЩ през 1984 година от китариста Джон Шафер под името Purgatory.
Стилът на групата е специфичен, съчетаващ основите на пауър, траш и спийд метъла, прибавяйки към тях известна доза готик звучене, оркестрални хармонии и грегориански хорове. Вокалите са тежки, енергични и силно емоционални, а основна характеристика на музиката на Iced Earth са бързите галопиращи рифове на Джон Шафер, който е и основен композитор на групата. Особен белег на Iced Earth е и афинитета им към записване на тематично свързани концептуални албуми и заигравки с художествената фантастика и различни религиозни мотиви като ад, рай, господ, дявол, грях и т.н.

## История
Централна фигура в Iced Earth e ритъм китаристът и автор на песните Джон Шафер. Първоначално Шафър основава групата под името Purgatory, докато живее в Кълъмбъс, щата Индиана. След преместването на групата в Тампа, щата Флорида, Шафер е принуден да смени името ѝ, заради наличието на друга група със същото название. Китаристът преименува групата на Iced Earth в памет на приятел, загинал в катастрофа с мотоциклет. По-късно Шафер ще напише песента „Watching Over Me“ от албума „Something Wicked This Way Comes“ за същия този приятел.
Групата се установява и записва първо си демо „Enter the Realm“, което предизвиква достатъчен интерес и позволява на Iced Earth да подпишат договор със звукозаписната компания „Сенчъри Медия“ (Century Media). През 1991 г. групата записва и издава първия си албум „Iced Earth“. Вокалистът Джийн Адам първоначално трябва да участва в следващия албум „Night of the Stormrider“, но е уволнен след като отказва да взима уроци по пеене, когато Шафер изказва опасение, че има вероятност Адам да не успее да се справи с вокалните си задължения за предстоящия албум. За нов вокалист на групата е назначен Джон Грийли.
Оттогава, групата преминава през множество промени на основния състав, като Джон Шафер остава единствения постоянен член. Грийли е уволнен от групата, с твърдението, че краде пари от други членове от групата и заради отправени от него антисемитски коментари по време на европейското турне с Blind Guardian в Германия. Вокалистът Матю Барлоу се присъединява към Iced Earth през 1995 г. за записването на албума „Burnt Offerings“, след като този пост остава незает в продължение на три години. Барлоу остава в групата осем години, осигурявайки вокалите в студийните албуми „The Dark Saga“, „Something Wicked This Way Comes“ и „Horrow Show“, албума с кавъри „Tribute to the Gods“ и лайф албума „Alive in Athens“.

## Членове

### Настоящи членове
- Джон Шафер – китари и вокали
- Стю Блок – вокали
- Брент Смедли – барабани
- Трой Сийл – китара
- Фреди Видалес – бас китара

### Бивши членове
- Матю Барлоу – вокали
- Тим Оуенс — вокали
- Джийн Адам — вокали
- Джон Грийли — вокали
- Бил Оуенс — китари
- Лари Сап — китари
- Ранди Шоувър — китари
- Лари Тарновски — китари
- Ралф Сантола — китари
- Ричард Бейтман — бас китара
- Дейв Абел — бас китара
- Кейт Менсър — бас китара
- Стийв Диджиорджио — бас китара
- Джеймс Макдонау — бас китара
- Грег Сиймор — барабани
- Майк Макджил — барабани
- Рик Сечиари — барабани
- Родни Бийсли — барабани
- Брент Смедли — барабани
- Ричард Кристи — барабани
- Боби Джарзомбек — барабани

## Дискография
- Iced Earth (1991)
- Night of the Stormrider (1992)
- Burnt Offerings (1995)
- The Dark Saga (1996)
- Something Wicked This Way Comes (1998)
- Alive in Athens (1999, на живо)
- Horror Show (2001)
- Tribute to the Gods (2002)
- The Glorious Burden (2004)
- Framing Armageddon (Something Wicked Part 1) (2007)
- The Crucible of Man (Something Wicked Part 2) (2008)
- Dystopia (2011)

### Компилации
- Dark Genesis (2002)
- Days of Purgatory (2003, двоен диск)
- The Blessed and the Damned (2004)

### EP
- Enter the Realm (1989)
- The Melancholy E.P. (2001)
- Overture of the Wicked (2007)

### Демо записи
- Enter the Realm (1989)

## Видеография
- Gettysburg (2005)